# Maymena rica
Maymena rica là một loài nhện trong họ Mysmenidae.
Loài này thuộc chi Maymena. Maymena rica được Norman I. Platnick miêu tả năm 1993.